# Michiel Huisman
Michiel Huisman (Amstelveen, 18 de juliol de 1981) és un actor i músic neerlandès. Va ser membre del grup neerlandès Fontane, que feia entre altres la música per les pel·lícules Costa!, Volle maan i Uitgesloten. Després de la sortida d'alguns membres del grup, els altres van decidir continuar amb el nom Michiel Huisman.
Després de diferents rols a pel·lícules i sèries neerlandeses, Huisman va tenir un paper el 2010 a la sèrie HBO americana Treme. Durant les quatres temporades té un paper com a Sonny, un home d'Amsterdam que marxa a Nova Orleans per guanyar-se la vida com a músic de carrer. A la segona temporada de la sèrie canadenca Orphan Black té un paper com a Cal Morrison. El 2014 va prendre el rol de Daario Naharis a Game of Thrones. El 2015 té un dels rols principals a la pel·lícula The Age of Adaline, junts amb Blake Lively.
Huisman està casat amb l'actriu Tara Elders i el 9 de juny de 2007 va néixer la seva filla. i ara resideixen a la ciutat de Nova York. Estan junts a la pel·lícula curta Funny Dewdrop, que va sortir el 2007.

## Carrera musical
Huisman va ser cantant i guitarrista de la banda holandesa Fontane, que va formar juntament amb Roland van der Hoofd, Gilles Tuinder, Bas van Geldere i Donny Griffioen. La banda va llançar els senzills "1+1=2" (2001), "Slapeloos" (2002) i "Neem Me Mee" (2003). El primer senzill estava a la banda sonora de la pel·lícula Costa! (2001) i la segona formava part de la banda sonora de Full Moon Party (2002), ambdues en les quals Huisman va interpretar un paper protagonista. La banda també va gravar una versió de la cançó de Willeke Alberti "Telkens weer" per a la banda sonora de la pel·lícula Love to Love (2003).

Després que dos membres van abandonar la banda, Fontane es va separar i Huisman va decidir dedicar-se a la música pel seu compte. Huisman va llançar els senzills "Deel Van Mij" (2005) i "Geef Je Over" (2006), i l'àlbum Luchtige Verhalen (2005) com a artista solista. Huisman va dir en una entrevista sobre la seva carrera en solitari: 
| « | "No em sembla un nou començament, però com si hagués començat just ara". i "És personal i més proper. També el so de l'àlbum." | » |

## Carrera d'actor
Huisman va començar la seva carrera com a actor amb un paper secundari a Goede Tijden, Slechte Tijden, la telenovel·la més llarga de la televisió holandesa, on va interpretar a Rover, un model de 14 anys que acusa els seus empresaris de participar en pornografia infantil. Després va participar en les pel·lícules per a televisió Suzy Q i Uitgesloten.
Va interpretar papers secundaris a les pel·lícules holandeses Costa! i Volle Maan, tots dos dirigits per Johan Nijenhuis i adreçats a un públic adolescent. Al mateix temps, també va tenir un paper recurrent a la sèrie policial holandesa Spangen. Huisman es va traslladar al territori líder l'any 2003 amb la pel·lícula Phileine Says Sorry, que era una adaptació del llibre del mateix títol de Ronald Giphart. També va interpretar el paper del cavaller medieval Floris a la pel·lícula Floris, basada en la sèrie de televisió holandesa.
En els anys següents, va tenir un paper protagonista a la comèdia de futbol Johan, papers convidats recurrents a la sèrie de comèdia Meiden van De Wit i la primera temporada de la sèrie dramàtica Bloedverwanten, i el paper principal a la sèrie de drama mèdic De Co-Assistent. També va fer un petit paper secundari a la pel·lícula Zwartboek de Paul Verhoeven de 2006, que es va convertir en la pel·lícula holandesa més reeixida de tots els temps.
El 2006, Huisman va fer la seva primera incursió al món de la interpretació internacional amb un paper secundari en un episodi de la sèrie de televisió britànica Dalziel and Pascoe. Va seguir amb un paper d'Ernest II, duc de Sajonia-Coburg i Gotha a The Young Victoria, i el drama de televisió de la BBC Margot en el qual va interpretar Rudolf Nuréiev. Després es va unir al repartiment principal de la sèrie d'HBO Treme, com Sonny, un músic ambulant holandès que toca teclats i guitarra. Davis Rogan li va ensenyar piano a Nova Orleans. Durant el seu temps a Treme, Huisman també va tenir un petit paper secundari a la pel·lícula d'acció apocalíptica World War Z i va començar a repetir-se com Liam McGuinnis a Nashville.
Huisman va substituir l'actor anglès Ed Skrein en el paper de Daario Naharis per a la quarta temporada (2014) de Game of Thrones. Huisman va ser ascendit a sèrie regular per a la cinquena temporada (2015) de la sèrie. Huisman també va recórrer a les temporades 2 i 3 d'Orphan Black, interpretant a Cal Morrison, un accidentat a l'aire lliure que es creua amb els clons.
El 2014 Huisman va aparèixer a la pel·lícula dramàtica biogràfica nominada a l'Acadèmia [[Wild (pel·lícula de 2014)|Wild]] i va protagonitzar la campanya publicitària de The One That I Want de Chanel No.5, que va ser dirigida per Baz Luhrmann. El 2015, Huisman va protagonitzar el thriller The Invitation i va interpretar el paper principal a la pel·lícula romàntica de fantasia The Age of Adaline.
El 2016 Huisman va ser el protagonista del drama de guerra El tinent otomà, que explica la història d'un oficial turc (Huisman) que s'enamora d'una infermera americana idealista, interpretada per Hera Hilmar, durant la Primera Guerra Mundial. La pel·lícula també és protagonitzada per Josh Hartnett i Ben Kingsley. La pel·lícula es va estrenar per a una classificació per a l'Oscar el desembre de 2016 abans de l'estrena àmplia el març de 2017.
També el 2016 Huisman va interpretar a Walter Davidson a la sèrie limitada de Discovery Channel Harley and the Davidsons, que explicava la història d'origen de Harley-Davidson Inc. La sèrie de tres parts es va estrenar el setembre de 2016 i va obtenir crítiques raonables de la crítica i de la mateixa Harley-Davidson.
Huisman va protagonitzar el thriller 2:22 que es va estrenar el 30 de juny de 2017. Aquell any, Huisman va interpretar a Sam, el protagonista masculí del drama romàntic Irreplaceable You. La pel·lícula va ser protagonitzada conjuntament amb Gugu Mbatha-Raw com la seva estimada de la infància, i més tard la seva promesa, a qui se li diagnostica un càncer terminal, i també apareixen Steve Coogan i Christopher Walken. La pel·lícula es va estrenar el 16 de febrer de 2018 a Netflix i té una puntuació de Rotten Tomatoes del 33% fresc. També el 2018, Huisman va protagonitzar al costat de Lily James com Dawsey Adams, el protagonista masculí del drama romàntic The Guernsey Literary and Potato Peel Pie Society (en català La societat literària i el pastís de pela de patata), basat en la novel·la homònima del 2008.
El 2018 Huisman va protagonitzar la sèrie de terror de Netflix The Haunting of Hill House, que es basa en la novel·la homònima de Shirley Jackson de 1959. El drama de 10 episodis, estrenat el 12 d'octubre de 2018, és una reimaginació moderna de la història original, ara sobre una família de set persones. Huisman interpreta Steven Crain, el germà gran, que es converteix en un escriptor publicador de llibres sobrenaturals, inclosa una memòria sobre el temps que la seva família va viure a Hill House. Mike Flanagan va escriure, dirigir i produir executiu la sèrie. El 2019, Huisman va tenir un paper principal a la pel·lícula de Netflix The Red Sea Diving Resort, com a agent israelià.

## Discografia
Solo amb Fontane
- "1+1=2" (2001)[5]
- "Slapeloos" (2002)[5]
- "Neem Me Mee" (2003)[5]

Solo singles
- "Deel Van Mij" (2005)[7]
- "Geef Je Over" (2006)[7]

Solo albums
- Luchtige Verhalen (2005)[27]

## Filmografia
| Pendent de publicar | Indica obres que encara no s'han publicat |

| Any  | Títol                                                               | Rol               | Notes                                                                                          |
| ---- | ------------------------------------------------------------------- | ----------------- | ---------------------------------------------------------------------------------------------- |
| 2001 | Costa!                                                              | Bart              |                                                                                                |
| 2002 | Exit                                                                | Renate's friend   | Curtmetrtage                                                                                   |
| 2002 | Full Moon Party                                                     | Bobbie            |                                                                                                |
| 2003 | Phileine Says Sorry                                                 | Max               |                                                                                                |
| 2004 | Floris                                                              | Floris            |                                                                                                |
| 2005 | Johan                                                               | Johan Dros        |                                                                                                |
| 2006 | Black Book                                                          | Rob               |                                                                                                |
| 2007 | Funny Dewdrop                                                       | Orpheus           | Curtmetratge                                                                                   |
| 2009 | Unmade Beds                                                         | X Ray Man         |                                                                                                |
| 2009 | The Young Victoria                                                  | Princep Ernest    |                                                                                                |
| 2009 | Winterland                                                          | Francis Young     |                                                                                                |
| 2010 | First Mission                                                       | Wout              |                                                                                                |
| 2013 | World War Z                                                         | Ellis             |                                                                                                |
| 2013 | The Woman in the Dress                                              | Tom               | Curtmetratge                                                                                   |
| 2014 | Wild                                                                | Jonathan          |                                                                                                |
| 2015 | The Invitation                                                      | David             |                                                                                                |
| 2015 | The Age of Adaline                                                  | Ellis Jones       | Nominada: Premi Teen Choice Award a la pel·lícula preferida: Kiss (compartit amb Blake Lively) |
| 2017 | El tinent otomà                                                     | İsmail Veli       |                                                                                                |
| 2017 | 2:22                                                                | Dylan Branson     |                                                                                                |
| 2017 | Indian Horse                                                        | Father Gaston     |                                                                                                |
| 2018 | Irreplaceable You                                                   | Sam               |                                                                                                |
| 2018 | La societat literària i el pastís de pela de patata                 | Dawsey Adams      |                                                                                                |
| 2018 | State Like Sleep                                                    | Stefan Delvoe     |                                                                                                |
| 2019 | The Red Sea Diving Resort (també coneguda com a Operation Brothers) | Jacob "Jake" Wolf |                                                                                                |
| 2019 | The Other Lamb                                                      | Shepherd          |                                                                                                |
| 2019 | The Last Right                                                      | Daniel Murphy     |                                                                                                |
| 2021 | Kate                                                                | Stephen           |                                                                                                |
| 2021 | A Boy Called Christmas                                              | Joel              |                                                                                                |
| 2023 | Rebel Moon                                                          | Gunnar            |                                                                                                |
| 2024 | Rebel Moon - Part Two: The Scargiver                                | Gunnar            |                                                                                                |

## Televisió
| Any       | Títol                        | Rol                   | Notes |
| --------- | ---------------------------- | --------------------- | --- |
| 1995      | Voor hete vuren              |                       | Episodi: "Prettige feestdagen" |
| 1998      | Goede tijden, slechte tijden | Rover                 | |
| 1998      | Kees & Co                    | Errand Boy            | Episodi: "Sonja's trouwdag" |
| 1999      | Suzy Q                       | Palmer                | Telefilm |
| 1999–2002 | Spangen                      | Pelle                 | 4 episodis |
| 2001      | Dok 12                       | Frederik van Kemenade | Episodi: "Geen lijk, geen dader" |
| 2001      | Costa!                       | Bart                  | 10 episodis |
| 2001      | Uitgesloten                  | Coen                  | Telefilm |
| 2005      | Meiden van De Wit            | Boudewijn Peuts       | 9 episodis |
| 2006      | Dalziel and Pascoe           | Back-packer           | Episodi: "Wrong Place, Wrong Time: Part 1" |
| 2006      | 't Schaep met de 5 pooten    | Freddy                | Episodi: "Het zal je kind maar wezen" |
| 2007–2010 | De co-assistent              | Hugo Biesterveld      | Protagonista; 41 episodis |
| 2009      | Margot                       | Rudolph Nureyev       | Telefilm |
| 2010      | Bloedverwanten               | Martijn Zwager        | 12 episodis |
| 2010–2013 | Treme                        | Sonny                 | Protagonista; 35 episodis |
| 2012–2014 | Nashville                    | Liam McGuinnis        | Recurrent; 13 episodis |
| 2013      | The Sixth Gun                | Drake Sinclair        | Telefilm |
| 2014–2015 | Orphan Black                 | Cal Morrison          | Recurrent; 6 episodis |
| 2014–2016 | Game of Thrones              | Daario Naharis        | Recurrent (Temporada 4; 5 episodis) Protagonista (Temporada 5–6; 13 episodis) Nominada: Premi del Sindicat d'Actors de pantalla a la millor interpretació d'un conjunt en una sèrie dramàtica (2016, 2017) |
| 2016      | Harley and the Davidsons     | Walter Davidson       | Minisèrie 3 episodis |
| 2018      | The Haunting of Hill House   | Steven Crain          | Paper principal Nominat – Premi Saturn al millor actor secundari en presentació en streaming (2019) |
| 2020      | The Flight Attendant         | Alex Sokolov          | Paper principal Nominat: Premi del Sindicat d'Actors de pantalla a la millor interpretació d'un conjunt en una sèrie de comèdia (2021)                                                                     |
| 2021      | Angela Black                 | Olivier Meyer         | |
| 2022-23   | Echo 3                       | Prince                | Paper principal |